# Carex hyalinolepis
Carex hyalinolepis är en halvgräsart som beskrevs av Ernst Gottlieb von Steudel. Carex hyalinolepis ingår i släktet starrar, och familjen halvgräs. Inga underarter finns listade i Catalogue of Life.